# Januária
Januária es un municipio brasileño del estado de Minas Gerais.

## Geografía
Tiene una población de 68.065 habitantes (Estimación IBGE 1 de julio/2014), siendo la 3.ª en población general del Norte de Minas, siendo también la 54.ª más grande del estado. Januária.

## Economía
Considerada una ciudad universitaria, tiene un campus de IFNMG, Unimontes, Unopar, Unip, FUNAM y Funorte Campus Januária. Su economía se concentra en la agricultura, la ganadería y los servicios generales. Januária es una de las principales ciudades del Norte de Minas, siendo la ciudad hub de la microrregión del medio alto São Francisco.